# Maurice Roëves
John Maurice Roëves (Sunderland, 19 marzo 1937 – Edimburgo, 14 luglio 2020) è stato un attore britannico.

## Biografia
Nato a Sunderland da Percival Roëves e Rhoda Laydon, Roëves apparve in oltre 120 ruoli cinematografici e televisivi, nel Regno Unito e negli Stati Uniti d'America. La sua più nota interpretazione fu quella di Stephen Dedalus nell'adattamento cinematografico del 1967 dell'Ulisse di James Joyce. Negli anni sessanta, Roëves calcò le scene del Citizens Theatre di Glasgow in una produzione de Il mercante di Venezia di William Shakespeare. Nel 2006 apparve nel docu-drama della BBC Surviving Disasters, nel quale interpretò Sir Matt Busby nella storia del Volo British European Airways 609.
Roëves è morto il 14 luglio 2020 all'età di 83 anni, dopo un periodo di malattia.

## Filmografia parziale

### Cinema
- The Fighting Prince of Donegal, regia di Michael O'Herlihy (1966)
- Ulysses, regia di Joseph Strick (1967)
- Oh, che bella guerra! (Oh! What a Lovely War), regia di Richard Attenborough (1969)
- A Day at the Beach, regia di Simon Hesera (1970)
- Ora zero: operazione oro (When Eight Bells Toll) è un film del 1971 diretto da Étienne Périer (1971)
- Gli anni dell'avventura (Young Winston), regia di Richard Attenborough (1972)
- La notte dell'aquila (The Eagle Has Landed), regia di John Sturges (1976)
- Atmosfera zero (Outland), regia di Peter Hyams (1981) - non accreditato
- Fuga per la vittoria (Victory), regia di John Huston (1981)
- Chi osa vince (Who Dares Wins), regia di Ian Sharp (1982)
- L'agenda nascosta (Hidden Agenda), regia di Ken Loach (1990)
- The Big Man, regia di David Leland (1990)
- L'ultimo dei Mohicani (The Last of the Mohicans), regia di Michael Mann (1992)
- Dredd - La legge sono io (Judge Dredd), regia di Danny Cannon (1995)
- The Dark, regia di John Fawcett (2005)
- Hallam Foe, regia di David Mackenzie (2007)
- Il maledetto United (The Damned United), regia di Tom Hooper (2009)
- Macbeth, regia di Justin Kurzel (2015)

### Televisione
- Danger UXB - serie TV (1979)
- S.O.S. Titanic - film TV (1979)
- Diario del Terzo Reich (Inside the Third Reich), regia di Marvin J. Chomsky - film TV (1982)
- Nord e Sud (North and South) - miniserie TV (1986)
- Tutti Frutti, regia di Tony Smith - serie TV (1987)
- The Play on One: Unreported Incident - serie TV (1988)